# Dynastie Karađorđević
La famille des Karađorđević (en serbe cyrillique Карађорђевић, souvent retranscrit en français sous les orthographes Karageorgévitch[réf. nécessaire] ou Karadjordjević), est une dynastie serbe issue de la paysannerie, qui a pour origine Georges Petrović, connu sous le nom de Karađorđe ou, en français, Karageorges. Cette famille s’est opposée à celle des Obrénovitch pour l’exercice du pouvoir en Serbie.
Les Karađorđević ont régné sur la principauté de Serbie de 1842 à 1858 puis sur le royaume de Serbie de 1903 à 1918 ; ils ont ensuite régné sur la Yougoslavie de 1918 à l'invasion nazie de 1941. Les Karageorgévitch ont été officiellement déchus en novembre 1945 lorsque le Parti communiste a aboli la monarchie.

## Histoire

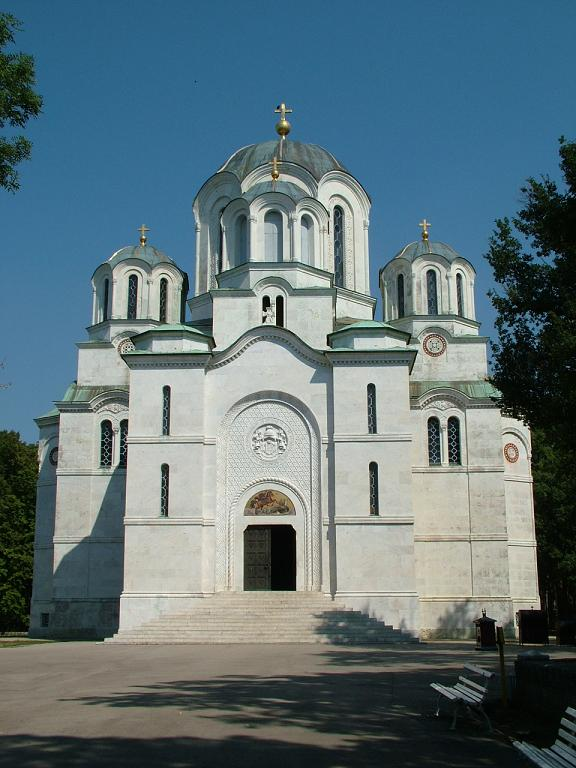
L'église Saint-Georges de Topola (aussi appelée Oplenac) est la nécropole de la dynastie des Karađorđević.

La dynastie des Karađorđević remonte à Georges Petrović, un paysan et chef révolutionnaire serbe connu sous le nom de Karađorđe, soit « Georges le Noir ». En 1804, les Serbes se révoltèrent contre l’Empire ottoman qui contrôlait alors les Balkans. Karageorges prit la tête de cette première révolte serbe contre les Turcs et, après sa victoire, il établit un gouvernement à Belgrade. En 1808, il fut désigné par le peuple serbe comme hospodar (seigneur) de Serbie. Mais en 1813, les Ottomans revinrent en Serbie et Karageorges dut quitter le pays avec sa famille.
En 1815, Milos Obrénovitch prit la tête de la Seconde révolte serbe contre les Turcs et, victorieux, il fut à son tour désigné comme prince héréditaire de Serbie.
Entre la famille des Karageorgévitch et celle des Obrénovitch, la lutte pour le pouvoir allait se déchaîner. En 1817, Karageorges, revenu en Serbie, fut assassiné, peut-être à l’instigation du prince Milos Obrénovitch. En 1839, Milos est contraint d'abdiquer. Après un cours interrègne, Alexandre Karageorgévitch, le fils de Karageorges, devint à son tour prince régnant de Serbie en 1842. Néanmoins, en 1858, il dut abdiquer à son tour en faveur de Milos Obrénovitch, l’ancien prince revenu d’exil.
En 1903, après l’assassinat du roi Alexandre Ier Obrenović et de sa femme Draga et l’extinction de la dynastie Obrenovitch, le Parlement serbe appela au pouvoir le prince Pierre Karageorgévitch, fils du prince Alexandre et petit-fils de Karageorges. Il régna sous le nom de Pierre Ier de Serbie. En 1915, le royaume de Serbie est envahi, puis occupé par les empires centraux. À la fin du conflit mondial, la Serbie, du fait de sa contribution à l'effort allié, peut, après avoir absorbé le royaume du Monténégro, effectuer d'importantes annexions de territoires austro-hongrois. Pierre Ier est proclamé en décembre 1918 souverain du royaume des Serbes, Croates et Slovènes. Du fait de la mauvaise santé du roi, son fils le prince Alexandre assure la régence ; en 1921, il lui succède sous le nom d'Alexandre Ier.
En 1929, le pays est rebaptisé royaume de Yougoslavie. Quelques mois plus tard, devant les difficultés à consolider les institutions du nouveau pays, le roi met un terme au parlementarisme et instaure un régime dictatorial afin de pouvoir imposer des réformes de façon autoritaire. En octobre 1934, lors d'une visite en France, il est assassiné par un indépendantiste macédonien.
Le fils d'Alexandre Ier, Pierre II, étant encore un enfant, la régence est assurée par un cousin du roi, le prince Paul. Ce dernier tente de garantir la neutralité yougoslave pour préserver l'intégrité territoriale du royaume ; il se rapproche néanmoins de l'Allemagne nazie avec qui de nombreux accords économiques sont conclus. De plus en plus dépendante économiquement de l'Allemagne, la Yougoslavie accepte, sous la pression, de signer en 1941 le pacte tripartite, s'alliant officiellement avec Hitler. En réaction, des militaires nationalistes serbes renversent le régent et proclament la majorité du roi : Hitler ordonne alors l'invasion de la Yougoslavie. Le pays est occupé et démembré ; Pierre II se réfugie à Londres avec le gouvernement yougoslave en exil. Sur le terrain, la guerre de résistance tourne à l'avantage des Partisans communistes dirigés par Tito. Ce dernier, reconnu en 1943 par les Alliés comme le chef de la résistance locale, prend le pouvoir en mars 1945 et s'oppose au retour du roi sur le sol yougoslave. En novembre 1945, un scrutin organisé dans des conditions d'irrégularité totale (informations manquantes) donne une majorité absolue aux communistes à l'Assemblée qui abolit immédiatement la monarchie. Pierre II meurt en exil en 1970.
Les Karageorgévitch œuvrent actuellement pour le retour d'une monarchie parlementaire en Serbie. Depuis 2001, l’actuel prétendant à la couronne, le prince Alexandre habite le palais royal à Belgrade.
De nos jours, l'idée monarchiste incarnée par la famille Karađorđević continue de reposer sur des principes conservateurs. La famille Karađorđević soutient que ses membres jouissent d’un statut qui leur est acquis par leur naissance et la volonté de Dieu et ne reconnait pas au peuple serbe sa souveraineté. Les femmes sont assignées à un statut inférieur à celui des hommes. Elles ne bénéficient pas des mêmes droits en termes d’héritage et ne jouissent « du titre et du rang découlant de leur appartenance à la famille royale jusqu’à leur mariage seulement ». Le titre des membres féminins des Karađorđević ne se transmet pas à leur descendance, contrairement aux hommes.

## Génétique
Selon, les données de Srpski DNK projekat, les Karađorđevic serait de Haplogroupe I, du sous-clade I2a-P37.2 de la branche Slaves méridionaux I2a-CTS10228 et établit que les parents les plus proches de la dynastie Karađorđevic, par corrélation généalogique masculine, vivraient à Smederevska Palanka.

## Les princes régnants et les rois
- Alexandre Karageorgévitch, prince de Serbie de 1842 à 1858
- Pierre Ier de Serbie, roi de 1903 à 1921
- Alexandre Ier de Yougoslavie, roi de 1921 à 1934
- Le prince Paul, régent pendant la minorité de Pierre II de 1934 à 1941
- Pierre II de Yougoslavie, roi du 9 octobre 1934 au 29 novembre 1945

## Arbre généalogique simplifié
|  |  |                                               |                                               |                                               |                                               |                                               |                                               |  |  |                                                                                      |                                                |                                                |                                                |                                                |                                                |  |  |                                                                           |                                                                           |                                                                           |                                                                           |                                                                           |                                                                           |  |  | Georges Petrović (1752-1817) ép. Jelena Jovanović                                                           | | | | | |  |  |                                                                                    |                                                                                    |                                                                                    |                                                                                    |                                                                                    |                                                                                    |  |  |                                                 |                                                 |                                                 |                                                 |                                                 |                                                 |  |  |                                                                                           |                                                                                           |                                                                                           |                                                                                           |                                                                                           |                                                                                           |  |  |  |  |  |  |  |  |  |  |  |  |  |  |  |  |  |  |  |  |  |  |  |  |  |  |  |  |  |  |  |  |  |  |  |  |  |  |  |  |
|  |  |                                               |                                               |                                               |                                               |                                               |                                               |  |  |                                                                                      |                                                |                                                |                                                |                                                |                                                |  |  |                                                                           |                                                                           |                                                                           |                                                                           |                                                                           |                                                                           |  |  | | | | | | |  |  |                                                                                    |                                                                                    |                                                                                    |                                                                                    |                                                                                    |                                                                                    |  |  |                                                 |                                                 |                                                 |                                                 |                                                 |                                                 |  |  |                                                                                           |                                                                                           |                                                                                           |                                                                                           |                                                                                           |                                                                                           |  |  |  |  |  |  |  |  |  |  |  |  |  |  |  |  |  |  |  |  |  |  |  |  |  |  |  |  |  |  |  |  |  |  |  |  |  |  |  |  |
|  |  |                                               |                                               |                                               |                                               |                                               |                                               |  |  |                                                                                      |                                                |                                                |                                                |                                                |                                                |  |  |                                                                           |                                                                           |                                                                           |                                                                           |                                                                           |                                                                           |  |  | Alexandre Karađorđević (1806-1885) ép. Persida Nenadović                                                    | | | | | |  |  |                                                                                    |                                                                                    |                                                                                    |                                                                                    |                                                                                    |                                                                                    |  |  |                                                 |                                                 |                                                 |                                                 |                                                 |                                                 |  |  |                                                                                           |                                                                                           |                                                                                           |                                                                                           |                                                                                           |                                                                                           |  |  |  |  |  |  |  |  |  |  |  |  |  |  |  |  |  |  |  |  |  |  |  |  |  |  |  |  |  |  |  |  |  |  |  |  |  |  |  |  |
|  |  |                                               |                                               |                                               |                                               |                                               |                                               |  |  |                                                                                      |                                                |                                                |                                                |                                                |                                                |  |  |                                                                           |                                                                           |                                                                           |                                                                           |                                                                           |                                                                           |  |  | | | | | | |  |  |                                                                                    |                                                                                    |                                                                                    |                                                                                    |                                                                                    |                                                                                    |  |  |                                                 |                                                 |                                                 |                                                 |                                                 |                                                 |  |  |                                                                                           |                                                                                           |                                                                                           |                                                                                           |                                                                                           |                                                                                           |  |  |  |  |  |  |  |  |  |  |  |  |  |  |  |  |  |  |  |  |  |  |  |  |  |  |  |  |  |  |  |  |  |  |  |  |  |  |  |  |
|  |  |                                               |                                               |                                               |                                               |                                               |                                               |  |  |                                                                                      |                                                |                                                |                                                |                                                |                                                |  |  |                                                                           |                                                                           |                                                                           |                                                                           |                                                                           |                                                                           |  |  | | | | | | |  |  |                                                                                    |                                                                                    |                                                                                    |                                                                                    |                                                                                    |                                                                                    |  |  |                                                 |                                                 |                                                 |                                                 |                                                 |                                                 |  |  |                                                                                           |                                                                                           |                                                                                           |                                                                                           |                                                                                           |                                                                                           |  |  |  |  |  |  |  |  |  |  |  |  |  |  |  |  |  |  |  |  |  |  |  |  |  |  |  |  |  |  |  |  |  |  |  |  |  |  |  |  |
|  |  |                                               |                                               |                                               |                                               |                                               |                                               |  |  | Pierre Ier (1844-1921) ép. Zorka de Monténégro                                       | Pierre Ier (1844-1921) ép. Zorka de Monténégro | Pierre Ier (1844-1921) ép. Zorka de Monténégro | Pierre Ier (1844-1921) ép. Zorka de Monténégro | Pierre Ier (1844-1921) ép. Zorka de Monténégro | Pierre Ier (1844-1921) ép. Zorka de Monténégro |  |  |                                                                           |                                                                           |                                                                           |                                                                           |                                                                           |                                                                           |  |  | | | | | | |  |  |                                                                                    |                                                                                    |                                                                                    |                                                                                    |                                                                                    |                                                                                    |  |  | Arsène (1859-1938) ép. Aurora Pavlovna Demidova | Arsène (1859-1938) ép. Aurora Pavlovna Demidova | Arsène (1859-1938) ép. Aurora Pavlovna Demidova | Arsène (1859-1938) ép. Aurora Pavlovna Demidova | Arsène (1859-1938) ép. Aurora Pavlovna Demidova | Arsène (1859-1938) ép. Aurora Pavlovna Demidova |  |  |                                                                                           |                                                                                           |                                                                                           |                                                                                           |                                                                                           |                                                                                           |  |  |  |  |  |  |  |  |  |  |  |  |  |  |  |  |  |  |  |  |  |  |  |  |  |  |  |  |  |  |  |  |  |  |  |  |  |  |  |  |
|  |  |                                               |                                               |                                               |                                               |                                               |                                               |  |  | Pierre Ier (1844-1921) ép. Zorka de Monténégro                                       | Pierre Ier (1844-1921) ép. Zorka de Monténégro | Pierre Ier (1844-1921) ép. Zorka de Monténégro | Pierre Ier (1844-1921) ép. Zorka de Monténégro | Pierre Ier (1844-1921) ép. Zorka de Monténégro | Pierre Ier (1844-1921) ép. Zorka de Monténégro |  |  |                                                                           |                                                                           |                                                                           |                                                                           |                                                                           |                                                                           |  |  | | | | | | |  |  |                                                                                    |                                                                                    |                                                                                    |                                                                                    |                                                                                    |                                                                                    |  |  | Arsène (1859-1938) ép. Aurora Pavlovna Demidova | Arsène (1859-1938) ép. Aurora Pavlovna Demidova | Arsène (1859-1938) ép. Aurora Pavlovna Demidova | Arsène (1859-1938) ép. Aurora Pavlovna Demidova | Arsène (1859-1938) ép. Aurora Pavlovna Demidova | Arsène (1859-1938) ép. Aurora Pavlovna Demidova |  |  |                                                                                           |                                                                                           |                                                                                           |                                                                                           |                                                                                           |                                                                                           |  |  |  |  |  |  |  |  |  |  |  |  |  |  |  |  |  |  |  |  |  |  |  |  |  |  |  |  |  |  |  |  |  |  |  |  |  |  |  |  |
|  |  |                                               |                                               |                                               |                                               |                                               |                                               |  |  |                                                                                      |                                                |                                                |                                                |                                                |                                                |  |  |                                                                           |                                                                           |                                                                           |                                                                           |                                                                           |                                                                           |  |  | | | | | | |  |  |                                                                                    |                                                                                    |                                                                                    |                                                                                    |                                                                                    |                                                                                    |  |  |                                                 |                                                 |                                                 |                                                 |                                                 |                                                 |  |  |                                                                                           |                                                                                           |                                                                                           |                                                                                           |                                                                                           |                                                                                           |  |  |  |  |  |  |  |  |  |  |  |  |  |  |  |  |  |  |  |  |  |  |  |  |  |  |  |  |  |  |  |  |  |  |  |  |  |  |  |  |
|  |  | Hélène (1884-1962) ép. Ioann Konstantinovitch | Hélène (1884-1962) ép. Ioann Konstantinovitch | Hélène (1884-1962) ép. Ioann Konstantinovitch | Hélène (1884-1962) ép. Ioann Konstantinovitch | Hélène (1884-1962) ép. Ioann Konstantinovitch | Hélène (1884-1962) ép. Ioann Konstantinovitch |  |  | Georges (1887-1972) ép. Radmila Radonjić                                             | Georges (1887-1972) ép. Radmila Radonjić       | Georges (1887-1972) ép. Radmila Radonjić       | Georges (1887-1972) ép. Radmila Radonjić       | Georges (1887-1972) ép. Radmila Radonjić       | Georges (1887-1972) ép. Radmila Radonjić       |  |  | Alexandre Ier (1888-1934) ép. Marie de Roumanie                           | Alexandre Ier (1888-1934) ép. Marie de Roumanie                           | Alexandre Ier (1888-1934) ép. Marie de Roumanie                           | Alexandre Ier (1888-1934) ép. Marie de Roumanie                           | Alexandre Ier (1888-1934) ép. Marie de Roumanie                           | Alexandre Ier (1888-1934) ép. Marie de Roumanie                           |  |  | | | | | | |  |  |                                                                                    |                                                                                    |                                                                                    |                                                                                    |                                                                                    |                                                                                    |  |  | Paul (1893-1976) ép. Olga de Grèce              | Paul (1893-1976) ép. Olga de Grèce              | Paul (1893-1976) ép. Olga de Grèce              | Paul (1893-1976) ép. Olga de Grèce              | Paul (1893-1976) ép. Olga de Grèce              | Paul (1893-1976) ép. Olga de Grèce              |  |  |                                                                                           |                                                                                           |                                                                                           |                                                                                           |                                                                                           |                                                                                           |  |  |  |  |  |  |  |  |  |  |  |  |  |  |  |  |  |  |  |  |  |  |  |  |  |  |  |  |  |  |  |  |  |  |  |  |  |  |  |  |
|  |  | Hélène (1884-1962) ép. Ioann Konstantinovitch | Hélène (1884-1962) ép. Ioann Konstantinovitch | Hélène (1884-1962) ép. Ioann Konstantinovitch | Hélène (1884-1962) ép. Ioann Konstantinovitch | Hélène (1884-1962) ép. Ioann Konstantinovitch | Hélène (1884-1962) ép. Ioann Konstantinovitch |  |  | Georges (1887-1972) ép. Radmila Radonjić                                             | Georges (1887-1972) ép. Radmila Radonjić       | Georges (1887-1972) ép. Radmila Radonjić       | Georges (1887-1972) ép. Radmila Radonjić       | Georges (1887-1972) ép. Radmila Radonjić       | Georges (1887-1972) ép. Radmila Radonjić       |  |  | Alexandre Ier (1888-1934) ép. Marie de Roumanie                           | Alexandre Ier (1888-1934) ép. Marie de Roumanie                           | Alexandre Ier (1888-1934) ép. Marie de Roumanie                           | Alexandre Ier (1888-1934) ép. Marie de Roumanie                           | Alexandre Ier (1888-1934) ép. Marie de Roumanie                           | Alexandre Ier (1888-1934) ép. Marie de Roumanie                           |  |  | | | | | | |  |  |                                                                                    |                                                                                    |                                                                                    |                                                                                    |                                                                                    |                                                                                    |  |  | Paul (1893-1976) ép. Olga de Grèce              | Paul (1893-1976) ép. Olga de Grèce              | Paul (1893-1976) ép. Olga de Grèce              | Paul (1893-1976) ép. Olga de Grèce              | Paul (1893-1976) ép. Olga de Grèce              | Paul (1893-1976) ép. Olga de Grèce              |  |  |                                                                                           |                                                                                           |                                                                                           |                                                                                           |                                                                                           |                                                                                           |  |  |  |  |  |  |  |  |  |  |  |  |  |  |  |  |  |  |  |  |  |  |  |  |  |  |  |  |  |  |  |  |  |  |  |  |  |  |  |  |
|  |  |                                               |                                               |                                               |                                               |                                               |                                               |  |  |                                                                                      |                                                |                                                |                                                |                                                |                                                |  |  |                                                                           |                                                                           |                                                                           |                                                                           |                                                                           |                                                                           |  |  | | | | | | |  |  |                                                                                    |                                                                                    |                                                                                    |                                                                                    |                                                                                    |                                                                                    |  |  |                                                 |                                                 |                                                 |                                                 |                                                 |                                                 |  |  |                                                                                           |                                                                                           |                                                                                           |                                                                                           |                                                                                           |                                                                                           |  |  |  |  |  |  |  |  |  |  |  |  |  |  |  |  |  |  |  |  |  |  |  |  |  |  |  |  |  |  |  |  |  |  |  |  |  |  |  |  |
|  |  |                                               |                                               |                                               |                                               |                                               |                                               |  |  | Pierre II (1923-1970) ép. Alexandra de Grèce                                         | Pierre II (1923-1970) ép. Alexandra de Grèce   | Pierre II (1923-1970) ép. Alexandra de Grèce   | Pierre II (1923-1970) ép. Alexandra de Grèce   | Pierre II (1923-1970) ép. Alexandra de Grèce   | Pierre II (1923-1970) ép. Alexandra de Grèce   |  |  | Tomislav (1928-2000) ép. (1) Marguerite de Bade ép. (2) Linda Mary Bonney | Tomislav (1928-2000) ép. (1) Marguerite de Bade ép. (2) Linda Mary Bonney | Tomislav (1928-2000) ép. (1) Marguerite de Bade ép. (2) Linda Mary Bonney | Tomislav (1928-2000) ép. (1) Marguerite de Bade ép. (2) Linda Mary Bonney | Tomislav (1928-2000) ép. (1) Marguerite de Bade ép. (2) Linda Mary Bonney | Tomislav (1928-2000) ép. (1) Marguerite de Bade ép. (2) Linda Mary Bonney |  |  | André (1929-1990) ép. (1) Christine de Hesse-Cassel ép. (2) Kira de Leiningen ép. (3) Eva Maria Andjelković | André (1929-1990) ép. (1) Christine de Hesse-Cassel ép. (2) Kira de Leiningen ép. (3) Eva Maria Andjelković | André (1929-1990) ép. (1) Christine de Hesse-Cassel ép. (2) Kira de Leiningen ép. (3) Eva Maria Andjelković | André (1929-1990) ép. (1) Christine de Hesse-Cassel ép. (2) Kira de Leiningen ép. (3) Eva Maria Andjelković | André (1929-1990) ép. (1) Christine de Hesse-Cassel ép. (2) Kira de Leiningen ép. (3) Eva Maria Andjelković | André (1929-1990) ép. (1) Christine de Hesse-Cassel ép. (2) Kira de Leiningen ép. (3) Eva Maria Andjelković |  |  | Alexandre (1924-2016) ép. (1) Maria-Pia de Savoie ép. (2) Barbara de Liechtenstein | Alexandre (1924-2016) ép. (1) Maria-Pia de Savoie ép. (2) Barbara de Liechtenstein | Alexandre (1924-2016) ép. (1) Maria-Pia de Savoie ép. (2) Barbara de Liechtenstein | Alexandre (1924-2016) ép. (1) Maria-Pia de Savoie ép. (2) Barbara de Liechtenstein | Alexandre (1924-2016) ép. (1) Maria-Pia de Savoie ép. (2) Barbara de Liechtenstein | Alexandre (1924-2016) ép. (1) Maria-Pia de Savoie ép. (2) Barbara de Liechtenstein |  |  | Nicolas (1928-1954)                             | Nicolas (1928-1954)                             | Nicolas (1928-1954)                             | Nicolas (1928-1954)                             | Nicolas (1928-1954)                             | Nicolas (1928-1954)                             |  |  | Élisabeth (1936-) ép. (1) Howard Oxenberg ép. (2) Neil Balfour ép. (3) Manuel Ulloa Elías | Élisabeth (1936-) ép. (1) Howard Oxenberg ép. (2) Neil Balfour ép. (3) Manuel Ulloa Elías | Élisabeth (1936-) ép. (1) Howard Oxenberg ép. (2) Neil Balfour ép. (3) Manuel Ulloa Elías | Élisabeth (1936-) ép. (1) Howard Oxenberg ép. (2) Neil Balfour ép. (3) Manuel Ulloa Elías | Élisabeth (1936-) ép. (1) Howard Oxenberg ép. (2) Neil Balfour ép. (3) Manuel Ulloa Elías | Élisabeth (1936-) ép. (1) Howard Oxenberg ép. (2) Neil Balfour ép. (3) Manuel Ulloa Elías |  |  |  |  |  |  |  |  |  |  |  |  |  |  |  |  |  |  |  |  |  |  |  |  |  |  |  |  |  |  |  |  |  |  |  |  |  |  |  |  |
|  |  |                                               |                                               |                                               |                                               |                                               |                                               |  |  | Pierre II (1923-1970) ép. Alexandra de Grèce                                         | Pierre II (1923-1970) ép. Alexandra de Grèce   | Pierre II (1923-1970) ép. Alexandra de Grèce   | Pierre II (1923-1970) ép. Alexandra de Grèce   | Pierre II (1923-1970) ép. Alexandra de Grèce   | Pierre II (1923-1970) ép. Alexandra de Grèce   |  |  | Tomislav (1928-2000) ép. (1) Marguerite de Bade ép. (2) Linda Mary Bonney | Tomislav (1928-2000) ép. (1) Marguerite de Bade ép. (2) Linda Mary Bonney | Tomislav (1928-2000) ép. (1) Marguerite de Bade ép. (2) Linda Mary Bonney | Tomislav (1928-2000) ép. (1) Marguerite de Bade ép. (2) Linda Mary Bonney | Tomislav (1928-2000) ép. (1) Marguerite de Bade ép. (2) Linda Mary Bonney | Tomislav (1928-2000) ép. (1) Marguerite de Bade ép. (2) Linda Mary Bonney |  |  | André (1929-1990) ép. (1) Christine de Hesse-Cassel ép. (2) Kira de Leiningen ép. (3) Eva Maria Andjelković | André (1929-1990) ép. (1) Christine de Hesse-Cassel ép. (2) Kira de Leiningen ép. (3) Eva Maria Andjelković | André (1929-1990) ép. (1) Christine de Hesse-Cassel ép. (2) Kira de Leiningen ép. (3) Eva Maria Andjelković | André (1929-1990) ép. (1) Christine de Hesse-Cassel ép. (2) Kira de Leiningen ép. (3) Eva Maria Andjelković | André (1929-1990) ép. (1) Christine de Hesse-Cassel ép. (2) Kira de Leiningen ép. (3) Eva Maria Andjelković | André (1929-1990) ép. (1) Christine de Hesse-Cassel ép. (2) Kira de Leiningen ép. (3) Eva Maria Andjelković |  |  | Alexandre (1924-2016) ép. (1) Maria-Pia de Savoie ép. (2) Barbara de Liechtenstein | Alexandre (1924-2016) ép. (1) Maria-Pia de Savoie ép. (2) Barbara de Liechtenstein | Alexandre (1924-2016) ép. (1) Maria-Pia de Savoie ép. (2) Barbara de Liechtenstein | Alexandre (1924-2016) ép. (1) Maria-Pia de Savoie ép. (2) Barbara de Liechtenstein | Alexandre (1924-2016) ép. (1) Maria-Pia de Savoie ép. (2) Barbara de Liechtenstein | Alexandre (1924-2016) ép. (1) Maria-Pia de Savoie ép. (2) Barbara de Liechtenstein |  |  | Nicolas (1928-1954)                             | Nicolas (1928-1954)                             | Nicolas (1928-1954)                             | Nicolas (1928-1954)                             | Nicolas (1928-1954)                             | Nicolas (1928-1954)                             |  |  | Élisabeth (1936-) ép. (1) Howard Oxenberg ép. (2) Neil Balfour ép. (3) Manuel Ulloa Elías | Élisabeth (1936-) ép. (1) Howard Oxenberg ép. (2) Neil Balfour ép. (3) Manuel Ulloa Elías | Élisabeth (1936-) ép. (1) Howard Oxenberg ép. (2) Neil Balfour ép. (3) Manuel Ulloa Elías | Élisabeth (1936-) ép. (1) Howard Oxenberg ép. (2) Neil Balfour ép. (3) Manuel Ulloa Elías | Élisabeth (1936-) ép. (1) Howard Oxenberg ép. (2) Neil Balfour ép. (3) Manuel Ulloa Elías | Élisabeth (1936-) ép. (1) Howard Oxenberg ép. (2) Neil Balfour ép. (3) Manuel Ulloa Elías |  |  |  |  |  |  |  |  |  |  |  |  |  |  |  |  |  |  |  |  |  |  |  |  |  |  |  |  |  |  |  |  |  |  |  |  |  |  |  |  |
|  |  |                                               |                                               |                                               |                                               |                                               |                                               |  |  | Alexandre (1945-) ép. (1) Maria da Gloria d'Orléans-Bragance ép. (2) Katherine Batis |                                                |                                                |                                                |                                                |                                                |  |  |                                                                           |                                                                           |                                                                           |                                                                           |                                                                           |                                                                           |  |  | | | | | | |  |  |                                                                                    |                                                                                    |                                                                                    |                                                                                    |                                                                                    |                                                                                    |  |  |                                                 |                                                 |                                                 |                                                 |                                                 |                                                 |  |  |                                                                                           |                                                                                           |                                                                                           |                                                                                           |                                                                                           |                                                                                           |  |  |  |  |  |  |  |  |  |  |  |  |  |  |  |  |  |  |  |  |  |  |  |  |  |  |  |  |  |  |  |  |  |  |  |  |  |  |  |  |
|  |  |                                               |                                               |                                               |                                               |                                               |                                               |  |  |                                                                                      |                                                |                                                |                                                |                                                |                                                |  |  |                                                                           |                                                                           |                                                                           |                                                                           |                                                                           |                                                                           |  |  | | | | | | |  |  |                                                                                    |                                                                                    |                                                                                    |                                                                                    |                                                                                    |                                                                                    |  |  |                                                 |                                                 |                                                 |                                                 |                                                 |                                                 |  |  |                                                                                           |                                                                                           |                                                                                           |                                                                                           |                                                                                           |                                                                                           |  |  |  |  |  |  |  |  |  |  |  |  |  |  |  |  |  |  |  |  |  |  |  |  |  |  |  |  |  |  |  |  |  |  |  |  |  |  |  |  |
|  |  |                                               |                                               |                                               |                                               |                                               |                                               |  |  |                                                                                      |                                                |                                                |                                                |                                                |                                                |  |  |                                                                           |                                                                           |                                                                           |                                                                           |                                                                           |                                                                           |  |  | | | | | | |  |  |                                                                                    |                                                                                    |                                                                                    |                                                                                    |                                                                                    |                                                                                    |  |  |                                                 |                                                 |                                                 |                                                 |                                                 |                                                 |  |  |                                                                                           |                                                                                           |                                                                                           |                                                                                           |                                                                                           |                                                                                           |  |  |  |  |  |  |  |  |  |  |  |  |  |  |  |  |  |  |  |  |  |  |  |  |  |  |  |  |  |  |  |  |  |  |  |  |  |  |  |  |
|  |  | Pierre (1980-)                                | Pierre (1980-)                                | Pierre (1980-)                                | Pierre (1980-)                                | Pierre (1980-)                                | Pierre (1980-)                                |  |  | Filip (1982-) ép. (1) Danica Marinković                                              | Filip (1982-) ép. (1) Danica Marinković        | Filip (1982-) ép. (1) Danica Marinković        | Filip (1982-) ép. (1) Danica Marinković        | Filip (1982-) ép. (1) Danica Marinković        | Filip (1982-) ép. (1) Danica Marinković        |  |  | Alexandre (1982-)                                                         | Alexandre (1982-)                                                         | Alexandre (1982-)                                                         | Alexandre (1982-)                                                         | Alexandre (1982-)                                                         | Alexandre (1982-)                                                         |  |  | | | | | | |  |  |                                                                                    |                                                                                    |                                                                                    |                                                                                    |                                                                                    |                                                                                    |  |  |                                                 |                                                 |                                                 |                                                 |                                                 |                                                 |  |  |                                                                                           |                                                                                           |                                                                                           |                                                                                           |                                                                                           |                                                                                           |  |  |  |  |  |  |  |  |  |  |  |  |  |  |  |  |  |  |  |  |  |  |  |  |  |  |  |  |  |  |  |  |  |  |  |  |  |  |  |  |
|  |  | Pierre (1980-)                                | Pierre (1980-)                                | Pierre (1980-)                                | Pierre (1980-)                                | Pierre (1980-)                                | Pierre (1980-)                                |  |  | Filip (1982-) ép. (1) Danica Marinković                                              | Filip (1982-) ép. (1) Danica Marinković        | Filip (1982-) ép. (1) Danica Marinković        | Filip (1982-) ép. (1) Danica Marinković        | Filip (1982-) ép. (1) Danica Marinković        | Filip (1982-) ép. (1) Danica Marinković        |  |  | Alexandre (1982-)                                                         | Alexandre (1982-)                                                         | Alexandre (1982-)                                                         | Alexandre (1982-)                                                         | Alexandre (1982-)                                                         | Alexandre (1982-)                                                         |  |  | | | | | | |  |  |                                                                                    |                                                                                    |                                                                                    |                                                                                    |                                                                                    |                                                                                    |  |  |                                                 |                                                 |                                                 |                                                 |                                                 |                                                 |  |  |                                                                                           |                                                                                           |                                                                                           |                                                                                           |                                                                                           |                                                                                           |  |  |  |  |  |  |  |  |  |  |  |  |  |  |  |  |  |  |  |  |  |  |  |  |  |  |  |  |  |  |  |  |  |  |  |  |  |  |  |  |
|  |  |                                               |                                               |                                               |                                               |                                               |                                               |  |  |                                                                                      |                                                |                                                |                                                |                                                |                                                |  |  |                                                                           |                                                                           |                                                                           |                                                                           |                                                                           |                                                                           |  |  | | | | | | |  |  |                                                                                    |                                                                                    |                                                                                    |                                                                                    |                                                                                    |                                                                                    |  |  |                                                 |                                                 |                                                 |                                                 |                                                 |                                                 |  |  |                                                                                           |                                                                                           |                                                                                           |                                                                                           |                                                                                           |                                                                                           |  |  |  |  |  |  |  |  |  |  |  |  |  |  |  |  |  |  |  |  |  |  |  |  |  |  |  |  |  |  |  |  |  |  |  |  |  |  |  |  |
|  |  | Stefan (2018-)                                |                                               |                                               |                                               |                                               |                                               |  |  |                                                                                      |                                                |                                                |                                                |                                                |                                                |  |  |                                                                           |                                                                           |                                                                           |                                                                           |                                                                           |                                                                           |  |  | | | | | | |  |  |                                                                                    |                                                                                    |                                                                                    |                                                                                    |                                                                                    |                                                                                    |  |  |                                                 |                                                 |                                                 |                                                 |                                                 |                                                 |  |  |                                                                                           |                                                                                           |                                                                                           |                                                                                           |                                                                                           |                                                                                           |  |  |  |  |  |  |  |  |  |  |  |  |  |  |  |  |  |  |  |  |  |  |  |  |  |  |  |  |  |  |  |  |  |  |  |  |  |  |  |  |
|  |  |                                               |                                               |                                               |                                               |                                               |                                               |  |  |                                                                                      |                                                |                                                |                                                |                                                |                                                |  |  | Marija (2023-)                                                            |                                                                           |                                                                           |                                                                           |                                                                           |                                                                           |  |  | | | | | | |  |  |                                                                                    |                                                                                    |                                                                                    |                                                                                    |                                                                                    |                                                                                    |  |  |                                                 |                                                 |                                                 |                                                 |                                                 |                                                 |  |  |                                                                                           |                                                                                           |                                                                                           |                                                                                           |                                                                                           |                                                                                           |  |  |  |  |  |  |  |  |  |  |  |  |  |  |  |  |  |  |  |  |  |  |  |  |  |  |  |  |  |  |  |  |  |  |  |  |  |  |  |  |